# Barry Hankerson
Barry Hankerson, född 3 augusti 1947 i New York, är en amerikansk musikproducent som grundade och är ägare av Blackground Records.
Hankerson har tidigare varit TV-producent och politiker i Detroit, Michigan.
Hankerson har tidigare varit gift med Gladys Knight. Han är även farbror till R&B-sångaren Aaliyah. Hankerson var Aaliyahs manager fram till att hon dog den 25 augusti 2001 i ett flyghaveri på Bahamas. Hankerson har även varit manager för Toni Braxton och R. Kelly.